# Onze-Lieve-Vrouw-ten-Hemelopnemingskerk (Moelingen)
De Onze-Lieve-Vrouw-ten-Hemel-Opnemingskerk is een kerkgebouw in Moelingen in de Belgische gemeente Voeren in Limburg. De kerk staat aan het Kerkplein met op het plein een obelisk. Aan de noordkant bevindt zich het kerkhof.
De kerk is de parochiekerk van het dorp en gewijd aan de opneming van Maria in de hemel: de Maria-Tenhemelopneming.

## Opbouw
Het gebouw is een pseudo-basicale kruiskerk in Maaslands-gotische stijl en bestaat uit een voorstaande westtoren, een driebeukig schip met drie traveeën, een transept en een koor met twee rechte traveeën en een driezijdige sluiting.
De toren is vierkant van vorm en opgetrokken in breuksteen in onregelmatig verband, in de hoofdzaak met kalksteen. Ze heeft drie geledingen, waarvan de bovenste geleding door middel van gesmede ijzeren muurankers met krullen zwaar verankerd is. De toren heeft van oorsprong kleine rechthoekige vensters als muuropeningen. In de noordzijde bevindt zich het portaal uit de 17e eeuw, bestaande uit een rondboogdeur met kalkstenen omlijsting met negblokken met daarboven een neoclassicistisch rondboogvenster uit de 19e eeuw in een omlijsting van hardsteen. De toren wordt bekroond met een ingesnoerde naaldspits.
De middenbeuk is in breuksteen opgetrokken net als de toren, voornamelijk in kalksteen. De noordelijke zijbeuk heeft een neogotische gevel van baksteen. Het transept en het koor zijn ook in neogotische stijl opgetrokken in baksteen. De noordgevel van de zijbeuk, het transept en het koor zijn ieder afgewerkt met hardstenen lijsten en hardstenen afdekkingen.
De plint is van breuksteen. Onder de kroonlijst bevindt zich een dubbel bakstenen dropmotief. Het gebouw heeft verder spitsboogvensters met in helderrode baksteen de omlijsting en maaswerk van zacht geel natuursteen. De zuidgevel van de zuidelijke zijbeuk heeft neogotische vensters, maar heeft ook muurdelen die van een eerdere periode stammen, met elementen van mergelstenen uit de 16e of vroeg 17e eeuw. Het gebouw wordt gedekt door zadeldaken en lessenaarsdaken van leien.
De middenbeuk wordt overwelft door een afgevlakt tongewelf. Boven de zijbeuken is er een overwelving door middel van een vlakke zoldering. Boven het transept bevinden zich neogotische houten zolderingen. Boven het koor bevindt zich een houten spitstongewelf. Tussen de middenbeuk en de beide zijbeuken bevindt zich een spitsboogarcade op kalkstenen zuilen in vroeg-gotische stijl met waterbladkapiteel.

## Geschiedenis
In de 12e eeuw werd de huidige romaanse toren gebouwd.
In de middeleeuwen werd het vroeg-gotische schip gebouwd.
Uit mogelijk in de tweede helft van de 16e eeuw stammen de latere buitenmuren van het schip.
In 1906-1907 werd het neogotische transept en het koor gebouwd naar het ontwerp van M. Christiaens.